# The After-Dinner Mysteries
The After-Dinner Mysteries (謎解きはディナーのあとで?, Nazotoki wa Dinā no ato de) è una serie di romanzi gialli giapponesi scritta da Tokuya Higashigawa e illustrata da Yūsuke Nakamura. Shōgakukan ha pubblicato tre volumi da settembre 2010 a dicembre 2012. Un adattamento manga disegnato da Aya Kawase è stato serializzato sulla rivista di manga josei Petit Comic di Shogakukan da aprile a novembre 2011, con i suoi capitoli raccolti in due volumi tankōbon. Una serie di romanzi sequel dello stesso autore e illustratore, intitolata Shin nazotoki wa Dinner no ato de, è stata pubblicata da Shogakukan in due volumi da marzo 2021 a settembre 2024.
Un adattamento dorama televisivo di 10 episodi è andato in onda da ottobre a dicembre 2011, su Fuji TV e le sue affiliate. Un adattamento di una serie televisiva anime prodotta da Madhouse è stato trasmesso dal 4 aprile al 20 giugno 2025 nel blocco di programmazione Noitamina della stessa rete televisiva.

## Trama
Reiko Hosho, una ricca ereditiera del gruppo Hosho, lavora segretamente come detective alle prime armi per il dipartimento di polizia di Kunitachi sotto la guida dell'ispettore Kyoichiro Kazamatsuri, a sua volta erede della Kazamatsuri Motors. A casa, Reiko indossa un abito elegante mentre cena. Ogni volta che chiede consiglio al suo maggiordomo Kageyama riguardo a un caso difficile, lui mette in dubbio la sua incapacità di risolvere i misteri prima di procedere alla soluzione per lei.

## Personaggi
Reiko Hōshō (宝生麗子?, Hōshō Reiko)
Doppiata da: Kana Hanazawa (ed. giapponese), Ilaria Silvestri (ed. italiana)
Kageyama (影山?)
Doppiato da: Yuki Kaji (ed. giapponese), Daniel Magni (ed. italiana)
Kyōichirō Kazamatsuri (風祭京一郎?, Kazamatsuri Kyōichirō)
Doppiato da: Mamoru Miyano (ed. giapponese), Federico Viola (ed. italiana)
Kuninyan (くにニャン?)
Doppiato da: Yui Horie (ed. giapponese), Giulia Bersani (ed. italiana)
Yaho Ranger Red (やほレンジャーレッド?, Yaho Renjā Reddo)
Doppiato da: Satoshi Nakao (ed. giapponese), Massimo Di Benedetto (ed. italiana)
Yaho Ranger Blue (やほレンジャーブルー?, Yaho Renjā Burū)
Doppiato da: Taichi Takeda (ed. giapponese), Davide Fumagalli (ed. italiana)
Yaho Ranger Yellow (やほレンジャーイエロー?, Yaho Renjā Ierō)
Doppiato da: Kōsuke Echigoya (ed. giapponese), Jacopo Calatroni (ed. italiana)

## Media

### The After-Dinner Mysteries
| Nº | Data di prima pubblicazione | Data di prima pubblicazione | Data di prima pubblicazione |
| Nº | Giapponese                  | Giapponese                  |                             |
| -- | --------------------------- | --------------------------- | --------------------------- |
| 1  | 2 settembre 2010            | ISBN 978-4-09-386280-6      |                             |
| 2  | 10 novembre 2011            | ISBN 978-4-09-386316-2      |                             |
| 3  | 12 dicembre 2012            | ISBN 978-4-09-386347-6      |                             |

#### Shin nazotoki wa Dinner no ato de
| Nº | Data di prima pubblicazione | Data di prima pubblicazione | Data di prima pubblicazione |
| Nº | Giapponese                  | Giapponese                  |                             |
| -- | --------------------------- | --------------------------- | --------------------------- |
| 1  | 31 marzo 2021               | ISBN 978-4-09-386608-8      |                             |
| 2  | 18 settembre 2024           | ISBN 978-4-09-386735-1      |                             |

### Manga
| Nº | Data di prima pubblicazione | Data di prima pubblicazione | Data di prima pubblicazione |
| Nº | Giapponese                  | Giapponese                  |                             |
| -- | --------------------------- | --------------------------- | --------------------------- |
| 1  | 10 novembre 2011            | ISBN 978-4-09-134168-6      |                             |
| 2  | 9 agosto 2012               | ISBN 978-4-09-134609-4      |                             |

### Dorama
Nel 2011 è stata realizzata una serie dorama televisiva tratta dai romanzi.

### Spettacolo teatrale
Un adattamento teatrale è andato in scena al The Galaxy Theatre di Tokyo, dal 31 agosto al 10 settembre 2012.

### Anime
Il 25 novembre 2024 è stato annunciato l'adattamento di una serie televisiva anime. È prodotto da Madhouse e diretto da Mitsuyuki Masuhara, con sceneggiature supervisionate da Mariko Kunisawa, disegni originali dei personaggi da Oreco Tachibana, disegni dei personaggi di animazione da Izumi Kawada e musica composta da Takeshi Hama. La serie è stata trasmessa dal 4 aprile al 20 giugno 2025 sul blocco di programmazione Noitamina su tutti gli affiliati FNS, inclusa Fuji TV. La sigla di apertura è "Montage", composta da Hiroyuki Sawano ed eseguita da Kento Nakajima, mentre la sigla di chiusura è "Rhapsody", eseguita da Billy Boo. Amazon ha concesso in licenza la serie per lo streaming su Prime Video.

#### Episodi
| Nº | Titolo italiano Giapponese 「Kanji」 - Rōmaji | In onda        | In onda        |
| Nº | Titolo italiano Giapponese 「Kanji」 - Rōmaji | Giapponese     | Italiano       |
| 1  | Vi diamo il benvenuto al party con delitto File 1 「殺意のパーティにようこそ File 1」 - Satsui no Pāti ni yōkoso File 1 | 4 aprile 2025  | 4 aprile 2025  |
| 2  | Vi diamo il benvenuto al party con delitto File 2 「殺意のパーティにようこそ File 2」 - Satsui no Pāti ni yōkoso File 2Un messaggio dall'oltretomba File 1 「死者からの伝言をどうぞ File 1」 - Shisha kara no dengon o dōzo File 1                                 | 11 aprile 2025 | 11 aprile 2025 |
| 3  | Un messaggio dall'oltretomba File 2 「死者からの伝言をどうぞ File 2」 - Shisha kara no dengon o dōzo File 2 | 18 aprile 2025 | 18 aprile 2025 |
| 4  | Attenzione alle due relazioni cladestine File 1 「二股にはお気をつけください File 1」 - Futamata ni hao kiwotsuke kudasai File 1 | 25 aprile 2025 | 25 aprile 2025 |
| 5  | Attenzione alle due relazioni cladestine File 2 「二股にはお気をつけください File 2」 - Futamata ni hao kiwotsuke kudasai File 2Appartiene a una VTuber - File 1 「落とし主はVtuberでございます File 1」 - Otoshinushi wa Vtuber de gozaimasu File 1               | 2 maggio 2025  | 2 maggio 2025  |
| 6  | Appartiene a una VTuber - File 2 「落とし主はVtuberでございます File 2」 - Otoshinushi wa Vtuber de gozaimasu File 2 | 9 maggio 2025  | 9 maggio 2025  |
| 7  | Non esiste una camera completamente chiusa File 1 「完全な密室などございません File 1」 - Kanzen na misshitsu nado gozaimasen File 1 | 16 maggio 2025 | 16 maggio 2025 |
| 8  | Non esiste una camera completamente chiusa File 2 「完全な密室などございません File 2」 - Kanzen na misshitsu nado gozaimasen File 2Si prega di non annegare in questo fiume File 1 「この川で溺れないでください File 1」 - Kono kawa de oborenaide kudasai File 1 | 23 maggio 2025 | 23 maggio 2025 |
| 9  | Si prega di non annegare in questo fiume File 2 「この川で溺れないでください File 2」 - Kono kawa de oborenaide kudasai File 2 | 30 maggio 2025 | 30 maggio 2025 |
| 10 | Una magnifica rosa nasconde un intento omicida 「綺麗な薔薇には殺意がございます」 - Kireina bara ni wa satsui ga gozaimasu | 6 giugno 2025  | 6 giugno 2025  |
| 11 | La sposa è chiusa a chiave in una stanza 「花嫁は密室の中でございます」 - Hanayome wa misshitsu no naka de gozaimasu | 13 giugno 2025 | 13 giugno 2025 |
| 12 | Cos'è stato rubato? 「奪われたのは何でございますか」 - Ubawa reta no wa nani de gozaimasu ka | 20 giugno 2025 | 20 giugno 2025 |